# Новоивановка (Никопольский район)
Новоива́новка (укр. Новоіванівка) — село,
Новоивановский сельский совет,
Никопольский район,
Днепропетровская область,
Украина.
Код КОАТУУ — 1222984301. Население по переписи 2001 года составляло 920 человек.
Является административным центром Новоивановского сельского совета, в который, кроме того, входят сёла
Высокое и
Новосёловка.

## Географическое положение
Село Новоивановка находится на берегу безымянной речушки,
выше по течению на расстоянии в 3,5 км расположено село Высокое,
ниже по течению на расстоянии в 2,5 км расположен посёлок Схидное.
Река в этом месте пересыхает, на ней сделано несколько запруд.
Через село проходит автомобильная дорога Т-0435.

## История
- Село основано в 1840 году выходцами из Черниговской губернии как село Рябошапковка.
- 1861 год — переименовано в село Новоивановка.

## Экономика
- ЧП «Гермес».

## Объекты социальной сферы
- Школа.
- Дом культуры.

## Достопримечательности
- Братская могила советских воинов.

## Известные люди
- Мыза Владимир Иванович (1915—1944) — Герой Советского Союза, похоронен около села Новоивановка.